# Het Vermoeden (televisieprogramma)
Het Vermoeden is een televisieprogramma van de Nederlandse publieke omroep EO dat tussen 2002 en 2019 werd uitgezonden. 
Tussen 2002 en 2014 maakte de IKON het levensbeschouwelijke programma. Wisselend ontvingen Annemiek Schrijver en Colet van der Ven hierin gasten in Diemen, Schellingwoude, Amsterdam, Kortenhoef en Ankeveen en Utrecht. 
Door de overstap van Schrijver op 1 januari 2015 naar de NCRV, waar zij De Verwondering ging presenteren, stopte het programma. De EO maakte op 11 september 2016 een doorstart van Het Vermoeden met Marleen Stelling als presentator. Stelling ontving haar gasten in een oude treincoupé. Op 16 juni 2019 was de laatste aflevering van het programma.